# Nils Georg Psilanderskjöld

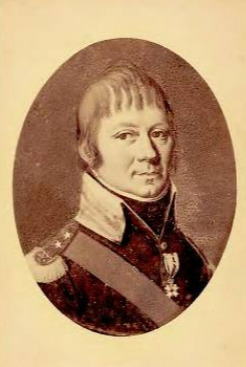
Nils Georg Psilanderskjöld.

Nils Georg Psilanderskjöld, född 29 oktober 1762 i Kviinge socken, Kristianstads län, död 4 maj 1841 i Trelleborg, var en svensk militär och godsägare.
Psilanderskjöld blev korpral vid södra skånska kavalleriregementet 1775 och kornett där 1777 samt löjtnant 1784. Han blev ryttmästare 1792 och major vid skånska karabinjärregementet (förra södra skånska kavalleriregementet) 1805. Han erhöll avsked 1816 med krigsråds karaktär. Han blev riddare av Svärdsorden 1802. Som militär medverkade han i 1788–1790 års sjökampanjer mot Ryssland som befälhavare över landtrupperna på linjeskeppet HMS Fäderneslandet och han var med i slaget vid Hogland den 17 juli 1788 och han deltog även i de tyska fälttågen 1813 och 1814. Som godsägare drev han Haglösa gård i Skåne.
Han var son till Nils Psilander Psilanderskjöld,  och Johanna Elisabet Danckwardt (1736-1812) samt dotterson till krigsrådet Christian Georg Danckwardt (1701-1763). Från 1795 var han gift med Margareta Maria Berg (1778-1855) som var dotter till kammarrättsrådet Petter Berg. Paret fick tio barn.